# Protest (hoorspel)
Protest is een hoorspel naar het gelijknamige toneelstuk (1978) van Václav Havel. Het werd in 1979 door de Westdeutscher Rundfunk uitgezonden. De NCRV zond het op maandag 19 maart 1979 uit als laatste in Waar haal je het recht vandaan?, een luisterspelreeks over de rechten van de mens. De vertaling was van Kees de Vries, de regisseur was Ab van Eyk. Het hoorspel duurde 39 minuten.

## Rolbezetting
- Siem Vroom (Jan Stanek)
- John Leddy (Ferdinand Havek)

## Inhoud
Een schrijver die nog mag publiceren en voor wie nog alle mogelijkheden, alle media openstaan, verzoekt een van de dissidente schrijvers zich voor hem in te zetten door een protest te formuleren in een zaak die hem persoonlijk betreft. “Jullie zijn toch degenen die weten hoe zoiets moet gedaan worden”, zegt hij, maar hij weigert dan zelf dit protest te ondertekenen. Hij wendt zich tot deze dissident als tot een professional, als tot een of andere servicedienst voor netheid, voor solidariteit, voor moraal, alsof men in de dissident de netheid, het maatschappelijke geweten zou gelokaliseerd hebben en van hem kan eisen een protest te formuleren, wat men zelf niet bereid is te doen…